# Rosetta (Egipte)

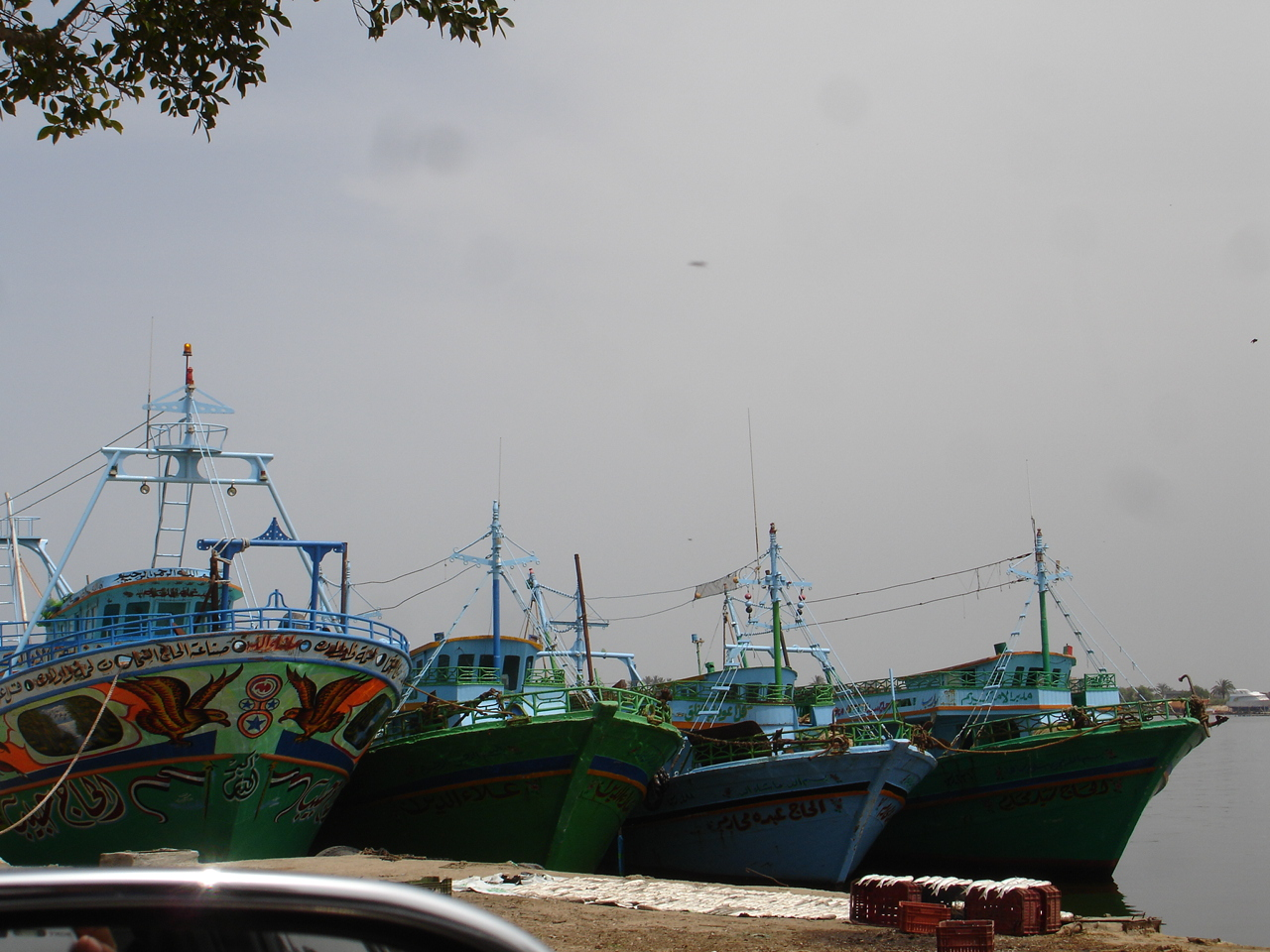
Vaixells de color "verd pèsol" ancorats a Rosetta.

Rosetta o Rashid és un enclavament portuari egipci a la mar Mediterrània a 65 km al nord-est d'Alexandria. És cèlebre per ser el lloc on va ser trobada la Pedra de Rosetta per soldats francesos al comandament del capità francès Pierre-François Bouchard el 15 de juliol de 1799, quan preparaven les fortificacions del fort Julien, el qual deu el seu nom l'ajudant de camp de Napoleó Bonaparte, mort en una escaramussa contra els mamelucs un any abans. La població de Rosetta es va incrementar en la dècada de 1980. El 1986 va arribar a 51.789 habitants, i el 1996 es van censar 58.432 habitants.

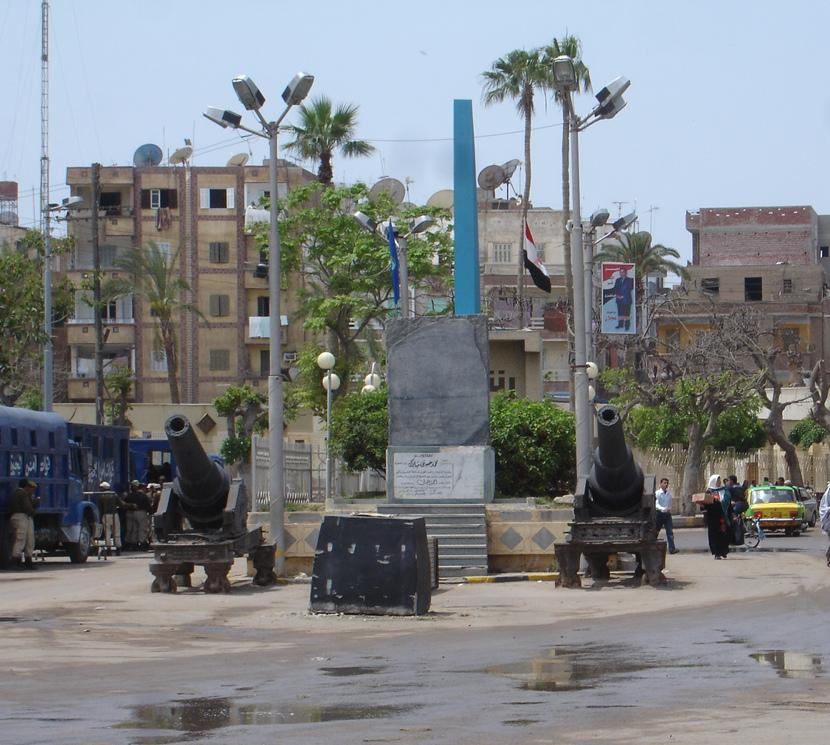
Canons del a la ciutat de Rosetta.

És l'assentament modern de l'antiga Bolbitine, una mica més lluny cap al nord. Va desaparèixer i no va tornar a existir fins a l'època àrab. Al segle VIII s'esmenta com a factoria per les mercaderies de l'Alt Egipte. Rashid s'esmenta per primer cop el 750 quan els coptes locals es van revoltar contra el califa Marwan II que s'havia refugiat allí. Yakubi l'esmenta com una kura. El 920 els fatimites de Kayrwan foren rebutjats a Rosetta en el seu intent d'envair Egipte. Més tard, ja sota els fatimites, vers la meitat del segle xi, fou una entitat territorial autònoma separada de les altres províncies del delta que es van crear aleshores. Al segle xiv Ibn Dukmak la considerava un ribat on els habitants eren tots voluntaris per la guerra santa. A l'edat mitjana, sota els otomans, Rosetta va ser un lloc de gran importància comercial especialment amb els territoris de l'imperi otomà a la mar Egea, i va continuar florint. A la desembocadura del riu, prop de Kom al-Afrah, hi havia dos fortins que controlaven l'entrada a Rosetta. El 1799 l'oficial francès Boussard o Bouchard va descobrir a la rodalia la famosa "pedra de Rosetta". El 1803 a Rosetta les forces d'al-Bardisi van derrotar les forces navals i terrestres de la Porta otomana. El 1807 fou ocupada pels britànics que anaven a ajudar a al-Alfi i als mamelucs que el van succeir. Va florir sota Muhammad Ali Pasha però la construcció del canal Mahmudiyeh i la millora del port d'Alexandria va desviar la major part del comerç cap a aquesta última ciutat i Rashid va esdevenir un poble principalment de pescadors. Durant el segle xix, era una destinació turística popular entre els anglesos. El 1907 tenia 16.660 habitants i el 1970 eren 36.711.